# Dipoena plaumanni
Dipoena plaumanni là một loài nhện trong họ Theridiidae.
Loài này thuộc chi Dipoena. Dipoena plaumanni được Herbert Walter Levi miêu tả năm 1963.